# Meter Television
Meter Television AB (före våren 2011 benämnt Meter Film & Television AB) är ett svenskt produktionsbolag.
Bolaget producerar numera i huvudsak underhållningsprogram, underhållande faktaprogram och enstaka galor/evenemang för alla större svenska TV-kanaler.
Meter ingår tillsammans med systerbolag i Danmark, Norge och Finland i koncernen Endemol Shine Nordics (1996-2014 kallat Metronome Film & Television) som länge varit den största fristående gruppen inom TV-produktion i Norden. Företagets kontrollerades från 1990-talet till 2009 av Schibsted, men ingår sedan dess i Shine Group.

## Historik
Företaget grundades sommaren 1990 av Tobias Bringholm, Nicke Johansson, Michael "Mix" Hagman-Eller och Anders Wåhlmark under namnet Meter Studios. En studio byggdes i Södra Hammarbyhamnen i Stockholm. 1990 ägdes bolaget till 60 procent av grundarna och resten av andra intressenter.
Initialt producerade bolaget reklam- och företagsfilm såväl som TV-program. Flera av TV4:s första program, som Twist & Shout och Fyrklöver var Meterproduktioner. 1991 började företaget producera Jeopardy! för TV4.
Företaget ådrog sig snart stora skulder och i mars 1992 delades verksamheten upp i två nya bolag, varav ett var Meter Film & Television. Skulderna fanns kvar i Meter Studios.
Efter några år skulle Meter ingå i Schibstedkontrollerade koncernen Mutter Media. Efter att Schibsted köpt det danska filmbolaget Metronome 1996 bytte Mutter namn till Metronome Film & Television. Koncernen kontrollerades fortsatt av norska Schibsted. År 1998 ingick Schibsted och holländska Endemol en allians där Endemol fick en 35-procentig ägandepost i Metronome. För Meter innebar det att man tog över Endemols svenska TV-produktion och kunde producera Endemolformat för den svenska marknaden.
Alliansen mellan Endemol och Schibsted upphörde år 2007 och Schibsted köpte tillbaka Endemols ägarandel. Metronome var därefter ett helägt dotterbolag fram till 2009 när koncernen såldes till Shine Group.

## TV-produktioner
Ett urval ur företagets TV-produktioner:

- Biggest Loser Sverige (TV4)
- Big Brother (Kanal 5 till och med 2006), (Kanal 11 2015)
- Blåsningen (TV3 2010)
- Bonde söker fru (TV4 tom 2009)
- Byggfällan (TV3)
- Cold Case Sverige (TV4)
- Livet blir bättre (TV3)
- Deal or No Deal (TV4)
- Drevet (TV4)
- Ensam mamma söker (TV3)
- En unge i minuten (TV4)
- Familjen Annorlunda (TV4)
- Farligt möte (TV4)
- Fredsstyrkan (TV4)
- Fyrklöver (TV4)
- Gladiatorerna (TV4 från och med 2012)
- Hela Sverige bakar (Sjuan)
- Hellenius Hörna (TV4)
- Huset fullt av hundar (SVT)
- Homogen (ZTV)
- Idol  (TV4)
- Inlåst (TV4)
- Jeopardy! (TV4)
- Kockarnas kamp (TV4
- Körslaget (TV4)
- Lyxfällan (TV3)
- Lättlagat (TV4)
- Matchen (TV4)
- Minuten (SVT)
- Moraeus med mera (SVT)
- Mästarnas Mästare (SVT)
- Prestanda (TV3)
- Sveriges mästerkock (TV4)
- När & Fjärran (TV4)
- Patrik möter (TV3)
- Sanningens ögonblick (Kanal 5)
- Semestersvenskar (TV4)
- Singing Bee (TV3)
- Sikta mot Stjärnorna (TV4)
- Småstjärnorna (TV4)
- Stjärnkockarna (TV3)
- Stjärnorna på slottet (SVT)
- Stjärnor på is (TV4)
- Superstars (TV3)
- Svenska Hollywoodfruar (TV3)
- The Real World Stockholm och The Real World Visby (TV1000/TV3/ZTV)
- Tropicopop (SVT)
- Twist & Shout (TV4)
- Världens bästa hotell (TV3)
- Äntligen hemma (TV4).

## Chefer
Vd-längd:
- Tobias Bringholm, 1990–2001
- Peter Ahlberg, 2001–2006[6]
- Michael Porseryd, tf. 2006–2007
- Anna Rydin, 2007[7]–2012[8]
- Eva-Lotta Almkvist, tf. 2012–2013
- Björn Persson, 2013[9]–2019
- Madelene Hansson, 2019[10]–